# Municipio de Downe
El municipio de Downe (en inglés: Downe Township) es un municipio ubicado en el condado de Cumberland en el estado estadounidense de Nueva Jersey. En el año 2010 tenía una población de 1.585 habitantes y una densidad poblacional de 11,28 personas por km².

## Geografía
El municipio de Downe se encuentra ubicado en las coordenadas 39°16′25″N 75°7′40″O / 39.27361, -75.12778. El municipio limita con los municipios de Commercial Township, Lawrence Township y Millville, en el condado de Cumberland, así como con la bahía de Delaware.

## Demografía
Según la Oficina del Censo en 2000 los ingresos medios por hogar en el municipio eran de $34,667 y los ingresos medios por familia eran $39,375. Los hombres tenían unos ingresos medios de $35,000 frente a los $26,397 para las mujeres. La renta per cápita para la localidad era de $17,366. Alrededor del 13.1% de la población estaba por debajo del umbral de pobreza.